# EP u hokeju na travi za žene 1999.
Europsko prvenstvo u hokeju na travi za žene 1999. se održalo u Njemačkoj, u Kölnu.

## Sudionice
Sudionice su:  Belgija, Češka, Engleska, Francuska, Irska, Litva, Nizozemska, Njemačka, Rusija, Škotska, Španjolska i Ukrajina.

## Rezultati
- za brončano odličje:

 Engleska -  Rusija 5:0 
- za zlatno odličje:

 Nizozemska -  Njemačka 2:1 

## Konačna ljestvica
| Mj. | Država     |
| --- | ---------- |
| 1.  | Nizozemska |
| 2.  | Njemačka   |
| 3.  | Engleska   |
| 4.  | Rusija     |
| 5.  | Španjolska |
| 6.  | Škotska    |
| 7.  | Ukrajina   |
| 8.  | Litva      |
| 9.  | Irska      |
| 10. | Francuska  |
| 11. | Belgija    |
| 12. | Češka      |

Naslov europskih prvakinja su osvojile sudionice iz Nizozemske.